# Bonou (Benin)
Bonou  ist eine Stadt, ein Arrondissement und eine 275 km² große Kommune in Benin. Sie liegt im Département Ouémé. 

## Demografie und Verwaltung
Das Arrondissement Bonou hatte bei der Volkszählung im Mai 2013 eine Bevölkerung von 12.061 Einwohnern, davon waren 5826 männlich und 6235 weiblich. Die gleichnamige Kommune zählte zum selben Zeitpunkt 44.349 Einwohner, davon 21.360 männlich und 22.989 weiblich.
Die vier weiteren Arrondissements der Kommune sind Affamè, Atchonsa, Damè-Wogon und Houinviguè. Kumuliert umfassen alle fünf Arrondissements 34 Dörfer.